# Obsessed (Dan + Shay)
Obsessed è il secondo album in studio del duo di musica country statunitense Dan + Shay, pubblicato nel 2016.

## Tracce
1. All Nighter – 3:23
2. Road Trippin' – 3:33
3. From the Ground Up – 4:15
4. Already Ready – 3:22
5. How Not To – 3:13
6. Lipstick – 3:29
7. Round the Clock – 3:23
8. Lately – 4:04
9. Sway – 3:10
10. Obsessed – 5:00